# Alfred Fowler
Pour les articles homonymes, voir Fowler.
Il ne doit pas être confondu avec l'astrophysicien William Alfred Fowler.
Alfred Fowler (Yorkshire, 22 mars 1868 – Londres, 24 juin 1940) est un astronome britannique.

## Biographie
Il est expert en spectroscopie et l'un des premiers à montrer que la température des taches solaires est plus basse que celle des régions environnantes. Il est le collaborateur de Norman Lockyer, avec qui il observe de nombreuses éclipses de Soleil. Il est aussi le premier à avoir observé en laboratoire les raies visibles du spectre de l'ion hélium He+. Il est élu membre de la Royal Society le 5 mai 1910.

## Distinctions et récompenses
- Médaille d'or de la Royal Astronomical Society (1915)
- Médaille royale (1918)
- Médaille Henry Draper (1920)
- Médaille Bruce (1934)
- Le cratère Fowler (en) sur la Lune (conjointement avec Ralph H. Fowler)

### Notices nécrologiques
- ApJ 94 (1941) 1
- MNRAS 101 (1941) 132
- Obs 63 (1940) 262
- PASP 52 (1940) 301 (un paragraphe)